# Nikola Jovanović (piłkarz)
Nikola Jovanović (ur. 18 września 1952 w Cetynii) – czarnogórski piłkarz grający na pozycji środkowego obrońcy.

## Kariera klubowa
Karierę piłkarską Jovanović rozpoczął w klubie FK Crvena zvezda. W sezonie 1975/1976 zadebiutował w jego barwach w pierwszej lidze jugosłowiańskiej. Od sezonu 1976/1977 był podstawowym zawodnikiem zespołu i w tamtym sezonie wywalczył ze Crveną Zvezdą mistrzostwo Jugosławii. Swój drugi i ostatni tytuł mistrzowski wywalczył w 1980 roku.
W styczniu 1980 roku Jovanović przeszedł za 300 tysięcy funtów do Manchesteru United stając się tym samym najdroższym piłkarzem w historii Crvenej zvezdy i pierwszym z Europy Środkowej w Manchesterze. W zespole „Czerwonych Diabłów” był jednak rezerwowym i przez 3,5 roku rozegrał 21 meczów w Division One i zdobył w nich 4 gole. W 1982 roku był wypożyczony do Budućnostu Titograd, a w 1983 roku zakończył karierę.
| Sezon   | Klub               | Kraj       | Rozgrywki             | Mecze | Bramki |
| ------- | ------------------ | ---------- | --------------------- | ----- | ------ |
| 1975/76 | FK Crvena zvezda   | Jugosławia | Prva liga Jugoslavije | 1     | 0      |
| 1976/77 | FK Crvena zvezda   | Jugosławia | Prva liga Jugoslavije | 23    | 0      |
| 1977/78 | FK Crvena zvezda   | Jugosławia | Prva liga Jugoslavije | 19    | 0      |
| 1978/79 | FK Crvena zvezda   | Jugosławia | Prva liga Jugoslavije | 28    | 1      |
| 1979/80 | FK Crvena zvezda   | Jugosławia | Prva liga Jugoslavije | 14    | 0      |
| 1979/80 | Manchester United  | Anglia     | Division One          | 2     | 0      |
| 1980/81 | Manchester United  | Anglia     | Division One          | 19    | 4      |
| 1981/82 | Manchester United  | Anglia     | Division One          | 0     | 0      |
| 1981/82 | Budućnost Titograd | Jugosławia | Prva liga Jugoslavije | 12    | 1      |
| 1982/83 | Manchester United  | Anglia     | Division One          | 0     | 0      |

## Kariera reprezentacyjna
W reprezentacji Jugosławii Jovanović zadebiutował 1 kwietnia 1979 roku w wygranym 3:0 meczu eliminacji do Euro 80 z Cyprem. W 1982 roku został powołany przez selekcjonera Miljana Miljanicia do kadry na Mistrzostwa Świata w Hiszpanii. Tam był podstawowym zawodnikiem Jugosławii i zagrał w trzech meczach: z Irlandią Północną (0:0), z Hiszpanią (1:2) i z Hondurasem (1:0). Od 1979 do 1982 roku rozegrał w kadrze narodowej 7 meczów.